# Riptide Cirque
Der Riptide Cirque (englisch für Brandungsrückstromkessel) ist ein Bergkessel im ostantarktischen Viktorialand. In der Convoy Range liegt er unmittelbar westlich des Mount Naab in der Südwand des Eastwind Ridge. Er wird von Eismassen durchströmt, die von Gletscherbrüchen am Kopfende des Kessels stammen und in den Towle-Gletscher münden.
Der Bergkessel gehört zu den geographischen Objekten der Convoy Range, die nach Begriffen aus der Seefahrt benannt sind. Die Benennung erfolgte durch eine Mannschaft, die von 1989 bis 1990 im Rahmen des New Zealand Antarctic Research Programme in diesem Gebiet tätig war und die mit der Benennung auf die hohe Fließgeschwindigkeit der Eismassen durch diesen Bergkessel hinweist.